# Пищеварительная система человека
1Ротовая полость
2нёбо
3Глотка
4Язык
5зубы
6Слюнные железы
7Подъязычная железа
8Подчелюстная железа
9Околоушная железа
10Глотка
11Пищевод
12Печень
13Желчный пузырь
14Общий желчный проток
15Желудок
16Поджелудочная железа
17Проток поджелудочной железы
18Тонкая кишка
19Двенадцатиперстная кишка
20Тощая кишка
21Подвздошная кишка
22Аппендикс
23Ободочная кишка
24Поперечная ободочная кишка
25Восходящая ободочная кишка
26Слепая кишка
27Нисходящая ободочная кишка
28Сигмовидная кишка
29Прямая кишка
30Анус
Пищевари́тельная систе́ма челове́ка (лат. systema digestorium) осуществляет переваривание пищи (путём её механической и химической обработки), всасывание продуктов расщепления через слизистую оболочку в кровь и лимфу, выведение непереваренных остатков.

## Строение
Пищеварительная система человека состоит из органов желудочно-кишечного тракта и вспомогательных органов (слюнные железы, печень, поджелудочная железа, жёлчный пузырь и др.). Условно выделяют три отдела пищеварительной системы. Передний отдел  Средний отдел Задний отдел

### Желудочно-кишечный тракт
В среднем длина пищеварительного канала взрослого человека составляет 9—10 метров; в нём выделяются следующие отделы:
- Рот, или ротовая полость с зубами, языком и слюнными железами.
- Глотка.
- Пищевод.
- Желудок.
- Тонкая кишка.
- Толстая кишка.

Ротовая полость — телесное отверстие у животных и человека, через которое принимается пища и осуществляется дыхание. В ротовой полости расположены зубы и язык. Внешне рот может иметь различную форму. У человека он обрамлён губами. В ротовой полости происходит механическое измельчение и обработка пищи ферментами слюнных желез. Секрет слюнных желез расщепляет длинные углеводные цепи, находящиеся в пище, на более короткие, после чего еда попадает в желудок, где ферменты слюны теряют свои свойства, так как ферменты слюны могут действовать только в щелочной среде, а в желудке кислая среда.
Глотка — часть пищеварительной трубки и дыхательных путей, которая является соединительным звеном между полостью носа и рта, с одной стороны, и пищеводом и гортанью — с другой. Представляет собой воронкообразный канал длиной 11—12 см, обращённый кверху широким концом и сплющенный в переднезаднем направлении. В глотке перекрещиваются дыхательные и пищеварительные пути. Во время глотания вход в гортань закрывает надгортанник, поэтому пища попадает не в дыхательные пути, а в пищевод.
Пищевод — часть пищеварительного тракта. Представляет собой сплющенную в переднезаднем направлении полую мышечную трубку, по которой пища из глотки поступает в желудок. Моторная функция пищевода обеспечивает быстрое продвижение проглоченного пищевого комка в желудок без перемешивания и толчков. Пищевод взрослого человека имеет длину 25—30 см. Координируются функции пищевода произвольными и непроизвольными механизмами.
Желудок — полый мышечный орган, расположенный в левом подреберье и эпигастрии. Желудок является резервуаром для проглоченной пищи, а также осуществляет химическое переваривание этой пищи. Объём пустого желудка составляет около 500 мл. После принятия пищи он обычно растягивается до одного литра, но может увеличиться и до четырёх. Кроме того, осуществляет секрецию биологически активных веществ и выполняет функцию всасывания.
Тонкая кишка — отдел пищеварительного тракта человека, расположенный между желудком и толстой кишкой. В тонкой кишке в основном и происходит процесс пищеварения: в тонкой кишке вырабатываются ферменты, которые совместно с ферментами, вырабатываемыми поджелудочной железой и желчным пузырем, способствуют расщеплению пищи на отдельные компоненты. Тонкая кишка является самым длинным отделом пищеварительного тракта; её брыжеечный отдел занимает почти весь нижний этаж брюшной полости и частично полость малого таза. Диаметр тонкой кишки неравномерен: в проксимальном её отделе он равен 4—6 см, в дистальном — 2,5—3 см.
Толстая кишка — нижняя, конечная часть пищеварительного тракта, а именно нижняя часть кишечника, в которой происходит в основном всасывание воды и формирование из пищевой кашицы (химуса) оформленного кала. Толстая кишка располагается в брюшной полости и в полости малого таза, её длина колеблется от 1,5 до 2 метров, состоит из слепой кишки, аппендикса, восходящей ободочной, поперечной ободочной, нисходящей ободочной, сигмовидной и прямой кишок. Внутренность толстой кишки выстлана слизистой оболочкой, облегчающей продвижение кала и предохраняющей стенки кишки от вредного воздействия пищеварительных ферментов и механических повреждений. Мышцы толстой кишки работают независимо от воли человека.

### Вспомогательные органы
Переваривание пищи происходит под действием ряда веществ — ферментов, содержащихся в отделяемом в пищеварительный канал соке нескольких крупных желёз. В ротовую полость открываются протоки слюнных желёз, выделяемая ими слюна смачивает ротовую полость и пищу, способствует её перемешиванию и формированию пищевого комка. Также при участии ферментов слюны амилазы и мальтазы в ротовой полости начинается переваривание углеводов. В тонкий кишечник, а именно в двенадцатиперстную кишку, выделяются сок печени — жёлчь, сок поджелудочной железы- панкреатический (панкреатическая липаза). Сок поджелудочной железы содержит бикарбонаты и ряд ферментов, например, трипсин, химотрипсин, липазу, панкреатическую амилазу, а также нуклеазы. Желчь, прежде чем попасть в кишечник, накапливается в желчном пузыре. Ферменты желчи разделяют жиры на мелкие капли, что ускоряет расщепление их липазой.

#### Слюнные железы
Слю́нные же́лезы (лат. gladulae salivales) — железы в ротовой полости, выделяющие слюну. Различают:
- Малые слюнные железы (альвеолярно-трубчатые, слизисто-белковые, мерокриновые). Малые слюнные железы расположены в толще слизистой оболочки полости рта или в её подслизистой основе и классифицируются по их местоположению (губные, щёчные, молярные, язычные и нёбные) или по характеру выделяемого секрета (серозные, слизистые и смешанные). Размеры малых желез разнообразны, их диаметр составляет от 1 до 5 мм. Наиболее многочисленны среди малых слюнных желёз - губные и нёбные.
- Большие слюнные железы (3 пары): околоушные, подчелюстные, подъязычные.

#### Печень
Пе́чень (лат. hepar, греч. jecor) — жизненно важный непарный внутренний орган, расположенный в брюшной полости под правым куполом диафрагмы (в большинстве случаев) и выполняющий множество различных физиологических функций. Клетки печени образуют так называемые печёночные балки, которые получают кровоснабжение из двух систем: артериальной (как все органы и системы организма), так и воротной вены (по которой оттекает кровь от желудка, кишечника и больших пищеварительных желез, приносящая необходимое сырьё для работы печени). Кровь из печёночных балок оттекает в систему нижней полой вены. Там же начинаются желчевыводящие пути, отводящие желчь из печёночных балок в желчный пузырь и двенадцатиперстную кишку. Желчь совместно с панкреатическими ферментами участвует в пищеварении.

#### Поджелудочная железа
Поджелу́дочная железа́ челове́ка (лат. páncreas) — орган пищеварительной системы; крупная железа, обладающая функциями внешней и внутренней секреции. Внешнесекреторная функция органа реализуется выделением панкреатического сока, содержащего пищеварительные ферменты для переваривания жиров, белков и углеводов — главным образом, трипсина и  панкреатической липазы и амилазы. Основной панкреатический секрет протоковых клеток содержит и бикарбонат-анионы, участвующие в нейтрализации кислого желудочного химуса. Секрет поджелудочной железы накапливается в междольковых протоках, которые сливаются с главным выводным протоком, открывающимся в двенадцатиперстную кишку. Островковый аппарат поджелудочной железы является эндокринным органом, производя гормоны инсулин и глюкагон, участвующие в регуляции углеводного обмена, а также соматостатин, угнетающий секрецию многих желез, панкреатический полипептид, который подавляет секрецию поджелудочной железы и стимулирует секрецию желудочного сока и грелин, известный как «гормон голода» (возбуждает аппетит).

#### Жёлчный пузырь
Жёлчный пузырь представляет собой мешкообразный резервуар для вырабатываемой в печени жёлчи; он имеет удлинённую форму с одним широким, другим узким концом, причём ширина пузыря от дна к шейке уменьшается постепенно. Длина жёлчного пузыря колеблется от 8 до 14 см, ширина — от 3 до 5 см, ёмкость его достигает 40—70 см³. Он имеет тёмно-зелёную окраску и относительно тонкую стенку. У человека находится в правой продольной борозде, на нижней поверхности печени. Пузырный жёлчный проток в воротах печени соединяется с печёночным протоком. Через слияние этих двух протоков образуется общий жёлчный проток, объединяющийся затем с главным протоком поджелудочной железы и, через сфинктер Одди, открывающийся в двенадцатиперстную кишку в фатеровом сосочке. Жёлчный пузырь (ЖП) играет роль своеобразного хранилища жёлчи, вырабатываемой печенью для обеспечения процессов пищеварения. Жёлчь скапливается в жёлчном органе, становится более концентрированной и выбрасывается в 12-перстную кишку в случае поступления частично переваренной пищи в кишечник, где продолжается переработка и расщепление еды на полезные микроэлементы, витамины и жиры, попадающие в кровь для дальнейшей подпитки организма человека.

## Функции
- Моторно-механическая (измельчение, передвижение, выделение пищи)
- Секреторная (выработка ферментов, пищеварительных соков, слюны и жёлчи)
- Всасывающая (всасывание белков, жиров, углеводов, витаминов, минеральных веществ и воды)
- Выделительная (выведение непереваренных остатков пищи, избытка некоторых ионов, солей тяжёлых металлов)

### Пищеварение
Расщепление пищи происходит на всех этапах её прохождения по желудочно-кишечному тракту. Активная роль в этом процессе отведена пищеварительным ферментам.
В ротовой полости при помощи зубов, языка и секрета слюнных желёз в процессе жевания происходит предварительная обработка пищи, заключающаяся в её измельчении, перемешивании и смачивании слюной.
После этого пища в процессе глотания в виде комка поступает по пищеводу в желудок, где продолжается дальнейшая её химическая и механическая обработка. В желудке пища накапливается, перемешивается с желудочным соком, содержащим кислоту, ферменты и расщепляющими белками.
Далее пища (уже в виде химуса) мелкими порциями поступает в тонкую кишку, где продолжается дальнейшая химическая обработка жёлчью, секретами поджелудочной и кишечных желёз. Здесь же происходит и основное всасывание в кровоток питательных веществ.
Невсосавшиеся пищевые частицы продвигаются дальше в толстый кишечник, где подвергаются дальнейшему расщеплению под действием бактерий. В толстой кишке происходит всасывание воды и формирование каловых масс из непереваренных и невсосавшихся пищевых остатков, которые удаляются из организма в процессе дефекации.

## Развитие органов пищеварения
Закладка пищеварительной системы осуществляется на ранних стадиях эмбриогенеза. На 7—8 сутки в процессе развития оплодотворённой яйцеклетки из энтодермы в виде трубки начинает формироваться первичная кишка, которая на 12-й день дифференциируется на две части: внутризародышевую (будущий пищеварительный тракт) и внезародышевую — желточный мешок. На ранних стадиях формирования первичная кишка изолирована ротоглоточной и клоакальной мембранами, однако уже на 3-й неделе внутриутробного развития происходит расплавление ротоглоточной, а на 3-м месяце — клоакальной мембраны. Нарушение процесса расплавления мембран приводит к аномалиям развития. С 4-й недели эмбрионального развития формируются отделы пищеварительного тракта:
- производные передней кишки — глотка, пищевод, желудок и часть двенадцатиперстной кишки с закладкой поджелудочной железы и печени;
- производные средней кишки — дистальная часть (расположена дальше от ротовой мембраны) двенадцатиперстной кишки, тощая кишка и подвздошная кишка;
- производные задней кишки — все отделы толстой кишки.

Поджелудочная железа закладывается из выростов передней кишки. Кроме железистой паренхимы, из эпителиальных тяжей формируются панкреатические островки. На 8-й неделе эмбрионального развития в альфа-клетках иммунохимически определяется глюкагон, а к 12-й неделе в бета-клетках — инсулин. Активность обеих видов клеток островков поджелудочной железы возрастает между 18-й и 20-й неделями гестации.
После рождения ребёнка продолжается рост и развитие желудочно-кишечного тракта. У детей до 4 лет восходящая ободочная кишка длиннее нисходящей.

### Исторические изменения
Пищеварительная система современного человека сформировалась под влиянием приготовления пищи на огне, в результате чего пища стала намного более удобоваримой. Данные палеоантропологии свидетельствуют об уменьшении кишечника по изменениям в тазе и более низком расположении грудной клетки.

## Методы исследования
- Зондирование
- Рентгенография
- Эндоскопия
- Ультразвуковая локация
- Сканирующая томография
- Радиоэлектронные методы

## Заболевания пищеварительной системы
- Глистные (аскаридоз и др.)
- Инфекционные (дизентерия и др.)
- Пищевые отравления (ботулизм)
- Нарушение обмена веществ (истощение и др.)

### Хронический холецистит
Хрони́ческий холецисти́т (от греч. χολή — жёлчь и κύστις — пузырь) — хроническое воспалительное заболевание желчного пузыря, которое проявляется тошнотой, тупой болью в правом подреберье и другими неприятными ощущениями, возникающими после еды. Хронический холецистит может быть бескаменным и калькулёзным, от латинского слова «calculus», что значит «камень». Калькулёзный холецистит является одним из результатов желчно-каменной болезни. Наиболее грозным осложнением калькулезного холецистита является печёночная колика.

### Дискинезия желчевыводящих путей
Дискинези́я желчевыводя́щих (в некоторых словарях: жёлчевыводя́щих
)путе́й (ДЖВП) — это нарушение их привычной моторики. Они могут 
быть функциональными или связанными с органическими причинами:
- вегетативная дисфункция (наиболее частая причина функциональных холепатий);
- патология жёлчного пузыря (дискинезия на фоне органических нарушений);
- патология других органов пищеварения (в связи с нарушениями нервной и/или гуморальной регуляции).

Проявляется дискинезия желчевыводящих путей болями в животе: в области правого подреберья и 
в эпигастральной области, тупые-острые, после еды-после нагрузки, типичная иррадиация — вверх, 
в правое плечо.  Кроме того, возможны тошнота, рвота, горечь во рту, признаки холестаза, увеличение печени, болезненность 
при пальпации, пузырные симптомы, часто наблюдается неприятный запах из рта. При объективном обследовании часто наблюдается болезненность при пальпации в эпигастральной области и в зоне Шоффара-Риве (холедохопанкреатический треугольник, холедохопанкреатическая зона) — зона между серединной линией и правой верхней биссектрисой несколько выше пупка.

### Хронический панкреатит
Хрони́ческий панкреати́т (лат. pancreatitis, от др.-греч. πάγκρεας — поджелудочная железа + -itis — воспаление) — воспалительно-дистрофическое заболевание железистой ткани поджелудочной железы с нарушением проходимости её протоков, финальной стадией которого является склероз паренхимы органа с утратой его экзокринной функции. Наиболее частыми причинами панкреатита являются желчекаменная болезнь и употребление алкоголя в сочетании с обильным приёмом пищи. Кроме того, причинами панкреатита могут быть отравления, травмы, вирусные заболевания, операции и эндоскопические манипуляции. Также очень частой причиной панкреатита являются различные психогенные воздействия: стрессы, различные психотравмы, нервное перенапряжение, которые вызывают спастическое состояние сосудов, а также мышц на выходе желчных и панкреатических протоков.
На сегодняшний день одним из наиболее важным фактором развития хронического панкреатита является курение. Установлено, что степень риска повышается на 75 % по сравнению с некурящими.

### Жёлчнокаменная болезнь
Образование камней (конкрементов) в жёлчном пузыре, жёлчных протоках. Камни в жёлчном пузыре приводят к развитию холецистита. При неосложнённом течении заболевания применяются консервативные методы терапии. Если при помощи РХПГ с ЭПСТ не получается извлечь конкремент из жёлчного протока (холедоха), то показано оперативное лечение. Различают холестериновые, пигментные, известковые и смешанные камни. Конкременты, состоящие из одного компонента, относительно редки. Подавляющее число камней имеют смешанный состав с преобладанием холестерина. Жёлчные камни формируются из основных элементов жёлчи.
Чаще встречается у лиц пикнического телосложения, склонных к полноте. Избыточная масса тела наблюдается приблизительно у 2/3 больных. Способствуют развитию ЖКБ некоторые врождённые аномалии, затрудняющие отток жёлчи, например, стенозы и кисты гепатикохоледоха, парапапиллярные дивертикулы двенадцатиперстной кишки, а из приобретённых заболеваний — хронические гепатиты с исходом в цирроз печени. Определённое значение в формировании главным образом пигментных камней имеют заболевания, характеризующиеся повышенным распадом эритроцитов, например, гемолитическая анемия, хотя образующиеся у большинства больных мелкие пигментные камни, как правило, не сопровождаются типичными для холелитиаза клиническими проявлениями.